# Deuterosminthurus fenyensis
Deuterosminthurus fenyensis is een springstaartensoort uit de familie van de Bourletiellidae. De wetenschappelijke naam van de soort is voor het eerst geldig gepubliceerd in 1926 door Stach.